# الجابرية (ينبع)
الجابرية قرية من قرى ينبع النخل في محافظة ينبع التابعة لمنطقة المدينة المنورة في السعودية. تقع في جنوب غرب المدينة المنورة بمسافة تقارب 160 كيلومتر.

## التاريخ
قديماً كان بها سوق الجابرية الشهير، وهو عبارة عن سوق مكون من عدة دكاكين كان في الماضي يباع فيها المواد الغذائية بأنواعها والمواشي والأعلاف والحطب وغيره، وبها أيضاً «الجلابين» أو «الحلة» وهي عبارة عن بيوت متجاورة.

## وصلات خارجية
- موقع إمارة المدينة المنورة.
- موقع أمانة المدينة المنورة - البلديات - بلديات المحافظات - ينبع.